# Бандровский-Сас, Александер
Александер Бандро́вский-Сас (22 апреля 1860, Любачув, Львовское воеводство — 28 мая 1913, Краков, Цислейтания) — польский оперный певец (драматический баритон, затем тенор), либреттист, переводчик, провинциальный актёр Галичины.
Окончил младшую среднюю школу и изучал право в Ягеллонском университете в Кракове. Как провинциальный актёр дебютировал в театре Эдварда Веберсфельда в Тарнуве (в 1876 году), затем во Львове (как баритон). В 1881 году выступал в Краковском театре. Позже он играл и пел в том числе в Лоди, Познани и Львове — в оперном репертуаре.
С 1882 года за границей. Сначала учился в Милане, затем в Вене, учился пению у Антонио Санджованни и Луиджи Сальви. С этого момента он выступал в серьёзном оперном репертуаре. Как тенор он выступал в немецких театрах и в Праге. С 1883 года во Львовском театре — в том числе в партии Фауста («Фауст») и Эдгара («Лючия ди Ламмермур»). Со следующего года в варшавских правительственных театрах (в Варшаве выступал в 1884—1907 годах (с перерывами на поездки). С 1886 года неоднократно гастролировал за рубежом, посещая, среди прочего, Берлин, Линц, Кёльн, Милан («Ла Скала»), Роттердам, Амстердам, Нью-Йорк («Метрополитен-опера»).
В 1905 году подал заявление на руководство Краковским театром (безуспешно). Последний раз появился на сцене в 1910 году. В 1908—1909 годах был профессором пения в Музыкальной консерватории в Кракове и Институте музыки.
Похоронен на Раковицком кладбище в Кракове.